# Plato's staatkunde
Plato's staatkunde is voornamelijk te vinden in zijn dialogen Staat en Wetten. Deze staatkunde vormt het meest omstreden onderdeel van zijn filosofie, vanwege het totalitaire karakter van de staten die hij beschrijft. Zijn denkbeelden hierover zijn dan ook vaak bekritiseerd, onder andere door Karl Popper. Als reactie daarop hebben velen getracht Plato te 'verdedigen', meestal door op verschillende manieren te ontkennen dat Plato een totalitaire staat als politiek ideaal zag.

## Historisch kader
Plato's politieke opvattingen kwamen tot stand aan het eind van de vijfde, begin vierde eeuw voor Christus, een bewogen periode in de Griekse oudheid, waardoor sommige begrippen, die voor ons vanzelfsprekend zijn, hem onbekend waren. Vanwege de kleine schaal waarbinnen de politieke besluitvorming zich afspeelde ontbraken vertegenwoordigende lichamen; scheiding tussen kerk en staat was geen bestaand begrip; Montesquieus scheiding tussen wetgevende, rechtsprekende en uitvoerende macht was onbekend; De Rechten van de Mens waren niet gedefinieerd, slavernij daarentegen was een alom geaccepteerd fenomeen.

In zijn jeugd heeft Plato (427-347 v. Chr.) politiek onrustige tijden beleefd. Eerst de jarenlange oorlog tussen Sparta en Athene, daarop aansluitend het bewind van de Dertig Tirannen, en na het herstel van de Atheense democratie de veroordeling van Socrates.

## Filosofisch kader
Wat Plato bekritiseerde in de politici van zijn tijd was hun gebrek aan 'kennis' (nl. van wat goed en slecht was voor de staat). Het bezit van die kennis moest garanderen dat deze ook van generatie op generatie overdraagbaar was. Maar het begrip 'kennis' is voor Plato onlosmakelijk verbonden met de rest van zijn filosofie. Dat maakt het voor hem moeilijk om naar politiek als een fenomeen op zich te kijken. Voor Plato (en hij was de enige niet in de oudheid) gold dat politiek een ethiek is. Het gaat om 'het beste leven', om 'de beste staat'. Daarmee rijst de vraag of men werken als de Staat en de Wetten wel als politieke geschriften mag betitelen: als men politiek definieert als de wijze, waarop in een samenleving belangentegenstellingen van groepen en individuen tot hun recht komen, dan heeft Plato niets over politiek te zeggen. Plato ging ervan uit dat in de ideale staat zulke verschillen van mening niet hoefden te bestaan. Ook de courante aanduiding van politiek als 'de kunst van het haalbare' staat haaks op wat Plato beoogde. Maar hij heeft zich wel gedetailleerd beziggehouden met staatsinrichting.

## Plato's werk

### Staatkunde in de 'Staat'
Deze dialoog start met de zoektocht naar een definitie van rechtvaardigheid. Aanvankelijk wordt hiertoe individueel gedrag bekeken, maar in de loop van het gesprek gaat men ertoe over rechtvaardigheid binnen een hele maatschappij te beschouwen. Als daar de rechtvaardigheid gevonden is, keert het gesprek terug naar het individu. Rechtvaardigheid in beide blijkt te corresponderen: in de maatschappij moet iedere sociale groep het zijne doen; binnen een individu moet ieder zieledeel het zijne doen. Zoals in de ziel het rationele deel de leiding dient te hebben, zo moeten in de staat filosofen aan het roer staan, want zij kennen de waarheid, weten wat goed is. Ze worden gesteund door militaire 'wachters'; de rest, het grootste deel van de bevolking, heeft geen politieke zeggenschap. Plato ziet de politiek als een kunde, te vergelijken met bijvoorbeeld de stuurmanskunst (vgl. onze uitdrukking het schip van staat waarin deze opvatting nog naklinkt). Omdat het een kunde betreft, moet deze uitgeoefend worden door deskundigen. De filosofen die de macht moeten gaan uitoefenen dienen een jarenlange opleiding te ondergaan; hen wordt alle privé-bezit ontzegd evenals alle familieleven. Bekend is verder de censuur die Plato voorstelt, omdat de traditionele Griekse dichters een valse voorstelling geven van bijvoorbeeld de dood, en algemener van wat goed en slecht is.

### Staatkunde in de 'Wetten'
Aangezien perfecte leiders, zoals in de Staat beschreven, niet of nauwelijks lijken te bestaan, is het opstellen van wetten een second best oplossing. Deze wetten doordringen alle aspecten van het menselijk leven. Net als in de Staat wordt ervan uitgegaan dat de staat allesbepalend is; een onderscheid tussen (vrij vorm te geven) privéleven en het leven als staatsburger wordt niet gemaakt. En ook net als in de Staat wordt de neergelegde blauwdruk als min of meer eeuwig geldig voorgesteld: dat is consistent met Plato's opvatting dat als het ideaal eenmaal bereikt is, daar niet meer van afgeweken mag worden, omdat elke verandering slechts achteruitgang kan zijn. Verschil met de Staat is dat in de hier geschetste samenleving sterke nadruk op de staatsgodsdienst ligt; het dagelijks leven is doortrokken van religieuze feesten, en op openlijk atheïsme staat de doodstraf. Plato beschrijft hier zeer gedetailleerd hoe de bevolking van jongs af aan geïndoctrineerd moet worden. Ook het bestuur van de staat wordt nauwgezet beschreven. De gekozen staatsfunctionarissen moeten na afloop van hun termijn rekenschap afleggen. Hen kan de doodstraf opgelegd worden, indien blijkt dat ze zich niet goed gedragen hebben.

## Karl Popper

### The Open Society and its Enemies
Karl Popper schreef zijn The Open Society and its Enemies onder invloed van de gebeurtenissen in de beginjaren van de Tweede Wereldoorlog, toen het er een tijd lang naar uitzag dat nazi-Duitsland de oorlog zou winnen. Popper schreef een deel van de Open Society in Nieuw-Zeeland, ver weg van het Wenen, waar hij was opgegroeid. Hij zocht naar het waarom van de sympathie van veel intellectuelen voor allerhande totalitaire vormen van politiek, en naar de historische wortels van hun twijfel aan de haalbaarheid van een duurzame democratie. Deel I van zijn boek gaat voornamelijk over Plato (deel II over Hegel en Marx blijft hier buiten beschouwing). Op meerdere plaatsen geeft Popper zijn bewondering voor de filosoof Plato te kennen en hij was goed thuis in de Griekse filosofie.
Ook vóór Poppers boek hadden anderen al Plato's politieke uitlatingen als 'totalitair' gekenschetst. Popper noemt zelf als voorgangers de Engelse historicus George Grote (Plato: and the other companions of Sokrates uit 1865), Th. Gomperz' Griechische Denker uit 1896-1906, en R.H.S. Crossman: Plato Today uit 1937. Men kan verder denken aan No Compromise. The conflict between two worlds uit 1939, van Melvin Rader, die Plato's utopia vergelijkt met het fascisme. En andersom zagen in de jaren dertig van de 20e eeuw sommige aanhangers van het nationaalsocialisme in Duitsland in Plato een voorloper.
Poppers boek kwam echter hard aan, voornamelijk omdat hij uitgebreider dan wie ook inging op wat Plato feitelijk te zeggen heeft op het gebied van 'politiek', en dat op buitengewoon heldere wijze. De overgrote meerderheid van de Plato-kenners was en is meer geïnteresseerd in andere aspecten van Plato's filosofie, en loopt liever met een bocht om het onderwerp 'politiek' heen. Ook de Neoplatoonse filosofen hebben nooit aandacht gehad voor het politieke aspect van Plato's werk, dat dus nauwelijks enige weerklank heeft gehad in de geschiedenis van de (politieke) filosofie. Maar Popper nam de moeite gedetailleerd na te gaan wat Plato over 'politiek' te zeggen had, juist omdat het zo'n groot filosoof betrof.
Plato's kernvraag luidt: Wie moeten de macht hebben in de ideale staat? Volgens Popper is dit een verkeerd uitgangspunt. Het is veel wezenlijker ervoor te zorgen dat de politieke instituties goed zijn ingericht. Deze moeten nl. zo veel mogelijk de schade kunnen beperken wanneer de macht in handen komt van incompetente of corrupte leiders. De perfecte leiders zoals Plato die hoopte te kunnen vormen zijn een hersenschim. Dit hangt daarmee samen, dat Plato dacht goede leiders te kunnen vormen door een speciale opleiding en training, met als ultiem doel dat de leerlingen de (Plato's) waarheid zagen. Voor Popper daarentegen is de beste leerling niet hij die de waarheid van de leraar onderschrijft, maar degene die hier kritisch tegenover staat, en onafhankelijk van geest is. Aan dat soort mensen heeft een maatschappij het meest. Dit verschil op zijn beurt hangt samen met hun beider maatschappijvisie: voor Plato moest eens en voor al de ideale maatschappij ingericht worden. Popper ziet het zo dat elke maatschappij ons onverwachte, onvoorspelbare, uitdagingen stelt, waarop we dan adequaat moeten reageren. En daartoe is een kritische, onafhankelijke geest het best in staat.
In hoofdstuk 9 introduceert Popper twee termen die een ander verschil duidelijk maken: Utopian Engineering en Piecemeal Engineering (utopische en stapsgewijze ingenieurskunst). De utopische benadering bestaat eruit eerst het ultieme doel te bepalen van de hele politiek, en dan de stappen te nemen die daartoe moeten leiden. Dit einddoel is volgens Plato kenbaar, althans door filosofen, en dat is voor hem dan ook de 'wetenschappelijke' grondslag van zijn politiek.
Popper is van mening dat zo'n groot einddoel onmogelijk eens en voor altijd vast te stellen is. Hij is dan ook voorstander van piecemeal engineering: het nemen van kleine, concrete stappen (verbeterprojecten als bijvoorbeeld de introductie van een ziektekostenverzekering). Dat is voor Popper juist de wetenschappelijke methode, gebaseerd op trial en error, onderwijl lerend van de gemaakte fouten. Het voordeel hierbij is dat er geen grootschalige risico's worden genomen, wat bij de utopische benadering wel het geval is. Popper voegt toe dat in de utopische benadering een sterke esthetische component zit die de aantrekkingskracht ervan verklaart: het is 'mooi' om schoon schip te maken en je een ideale samenleving voor te stellen.
In de historische schets in hoofdstuk 10 stelt Popper de ontwikkeling als volgt voor. Aanvankelijk leefden mensen in 'tribale' gemeenschappen: een closed society, een gemeenschap gebaseerd op taboes, gedomineerd door gemeenschapsgedrag dat individuen niet in twijfel trekken, en waarin men morele/religieuze verplichtingen/wetten afschildert als onvermijdelijk en zogenaamd natuurlijk, en waarin geen sprake is van sociale mobiliteit. In het Athene van Pericles (490-429 v.Chr.) is de eerste ontwikkeling ingezet naar een open society, dat wil zeggen een gemeenschap waarin het individu wel kritisch reflecteert, en ook de daarmee gepaard gaande persoonlijke keuzes en verantwoordelijkheid op zich moet nemen. Dat is niet alleen de tijd van de Atheense democratie onder Pericles, maar ook die van Herodotus, de Sofisten en Socrates, onder wier invloed de maatschappij dynamischer werd, en opener voor invloeden van binnen en buiten (naast factoren als toegenomen handel en de daaruit voortvloeiende contacten).
Deze overgang, die volgens Popper nog steeds gaande is, creëerde de nodige onrust, en uitte zich bij de Atheense aristocratie in verzet tegen de democratische staatsvorm, en bij Plato in een magistrale poging om middels een filosofisch systeem de oude toestand, de closed society, weer te herstellen.

### Nederlandse reacties op Popper
De invloed van de Tweede Wereldoorlog blijkt uit twee bijdragen van één persoon over dit onderwerp, één uit 1935, de ander uit 1953.
- D. Loenen (1890-1966) begon in een rede uit 1935[11] met de constatering dat velen persoonlijk leven, vrijheid en zelfstandigheid van de enkeling in Plato's Staat uitgesloten achtten. Dit bestrijdt hij door te zeggen dat het vooral liberalen zijn, die, uitgaande van de "ideologie der absolute vrijheid", Plato's gemeenschapsideaal niet juist waarderen. Plato beoogt het heil van de hele samenleving, "vooral het heil van die derde stand, welke numeriek verre in de meerderheid is", en die, naar Loenens opvatting, juist beschermd wordt in Plato's staat. Plato brengt een ware gemeenschap, onder wijze leiders, de verwezenlijking van de psychische en dus sociale gerechtigheid. Het stuk bevat krasse staaltjes als het volgende: "Vooral - niet uitsluitend - onder invloed van liberale staats- en maatschappijopvattingen is Plato's gemeenschapsbeeld met zijn strenge economische regelingen, zijn absolutistisch bestuur, zijn censuur op kunst en andere uitingen van geestelijk leven en zijn eugenetische maatregelen onjuist beoordeeld."
- In 1953 schrijft dezelfde Loenen een recensie van Poppers boek: Totalitarisme bij Plato?[12] Nu, na de Tweede Wereldoorlog, zegt ook hij: "Ik wil met nadruk zeggen, dat Plato naar mijn smaak zowel in de Republiek als in de Leges de derde stand veel te sterk naar de achtergrond en in de onvrijheid drukt of negeert". Maar dan volgt een vreemde draai: hij verwijt Popper dat hij de waarde van Plato's theorieën uitsluitend beoordeelt naar hun toepassing: Plato presenteert weliswaar reactionaire instellingen als ideaal, maar "dit mag ons echter de ogen niet doen sluiten voor de geldigheid die zulke theorieën in beginsel bezitten, noch voor de humanitair-bevruchtende elementen, die zij in zich sluiten". Dan volgt een tweede concessie, weer gevolgd door een verdediging van Plato: "Ik geef toe, dat Plato voor het vestigen van een stabiele, harmonische gemeenschap grote offers vergt van de burgers (...) Maar Popper schenkt te weinig aandacht aan de grote betekenis, welke Plato's arbeid heeft gehad in de strijd tegen het opkomende nihilistische relativisme en de individualistische levensphilosophie". Dit slaat op de 'radicale Sofisten', die Loenen als een soort boemannen ziet.[13]

In Nederland is verder door andere classici veelvuldig op Popper gereageerd, veelal afwijzend.
- Cornelia de Vogel (1905-1986), hoogleraar klassieke filosofie aan de universiteit van Utrecht, moest niets van de Open Society hebben. Ze zegt van Popper: "It must be said that he remained a perfect stranger to the spirit of Plato's philosophy, and hence has come to the strangest misunderstandings".[14] Hoe zij zelf Plato's 'politiek' zag, weten we uit een in 1952 door haar gehouden rede, door haar biograaf P. Luykx met recht "een in meerdere opzichten opvallende voordracht" genoemd. Ze zei daar: "Wil men het 'totalitarisme' van Plato's Staat - dat er in zekere zin is - begrijpen, dan moet men bedenken dat het hier om goddelijke waarheid gaat in de zin van: de realiteit van het Transcendente, welke realiteit als zodanig de volstrekte eis stelt dat heel het menselijk leven aan haar worde geconformeerd." De Vogel zag het katholicisme als invulling van Plato's totalitarisme: "Zo is dan de kerk inderdaad in zekere zin de vervulling van wat Plato met zijn Staat gewild heeft."[15]
- Gerhard J.D. Aalders H. Wzn (1914-1987) hanteert het argument dat het 'eigenlijk' niet om politiek gaat. In een rede ter aanvaarding van zijn lectoraat aan de Vrije Universiteit Amsterdam zei hij dat het in de Staat eigenlijk niet om een staatsleer ging omdat "zijn ideale staat deelheeft aan en leiden moet tot de kennis van een hogere werkelijkheid."[16]
- G.J. de Vries (1905-1990) heeft de meeste energie besteed aan het bestrijden van Popper. Hij deed dit naar aanleiding van de verschijning van de Nederlandse bewerking, in een pamflet van 66 bladzijden getiteld Antisthenes redivivus. Zijn opzet is Poppers boek letterlijk te volgen en alles te weerleggen wat volgens hem onjuist is. Dat is nogal wat, want, zo zegt hij op de eerste bladzijde: "its contents are practically entirely inaccurate". De Vries' boek is sterk emotioneel gekleurd: hij lijkt de wereld in te delen in Popperianen en Platonisten. Door zijn 'gedetailleerde' aanpak is er geen onderscheid tussen evt. hoofd- of bijzaken, het werk is een monotone opsomming van 'fouten' van Popper, culminerend in de beschuldiging dat Popper zelf totalitaire methoden gebruikt.[17]

Anderen zijn positiever gesteld over de analyse van Popper, bijvoorbeeld:
- L.M. de Rijk (1924-2012), hoogleraar middeleeuwse filosofie en namens de PvdA Eerste Kamerlid van 1964 tot 1991, kortom iemand met ervaring in de politiek, lijkt de hele problematiek kernachtig samen te vatten. Hij zegt[18] dat Popper weliswaar overdrijft,[19] maar dat Poppers hoofdthese juist is. Plato's houding is ondemocratisch: "Vanaf het moment dat men inziet dat Plato's metafysica slechts op een wijsgerige keuze berust, ervaart men zijn opstelling als irritant en onverdraaglijk (...) Plato's systeem moet, indien volkomen ernstig genomen, leiden tot intolerantie en onderdrukking omwille van de Waarheid." Met andere woorden, voor wie geen aanhanger is van Plato's Ideeën valt de basis weg onder Plato's politieke opvattingen. Wie weigert "het Platonisme op dit fundamentele punt volstrekt af te wijzen" (dat wil zeggen wie geen stelling kiest voor de democratie) dient "zich niet te verschansen achter de hier en daar in zijn werken voorkomende minzaamheden aan het adres van het volk."[20]

## Ontkenningen van Plato's totalitarisme
Al sinds Aristoteles is opgemerkt dat de inwoners van Plato's ideale staat ongelukkig zullen zijn. Er bestaan echter interpretaties die dit 'totalitarisme' afzwakken of ontkennen. Men kan drie soorten onderscheiden:
- De bewering dat de door Plato geschetste samenleving helemaal niet zoveel verschilt van een moderne democratie. Mario Molegraaf, de Plato-vertaler, zei in een interview[22] dat Plato "een beetje een geleide democratie voorstond, en dat Plato's staat in de praktijk helemaal geen staatssysteem zou zijn waarvan wij zouden huiveren."
- De opvatting dat de geschetste staat slechts een ideaal is en nooit bedoeld om werkelijk ingevoerd te worden. Onder anderen De Vries is deze mening toegedaan,[23] evenals Glenn Morrow,[24] die de aan Plato toegeschreven zevende brief (waarin staat welke politieke maatregelen Plato op Sicilië zou hebben willen invoeren) als bewijs ziet dat hij in de praktijk iets anders voorstond dan wat hij in de Staat beschrijft. De onwaarschijnlijkheid van deze these is betoogd door M.F. Burnyeat.[25] Los daarvan is het punt ook niet dat iemand Plato verwijt dat hij daadwerkelijk aan het hoofd van een totalitaire staat heeft gestaan, maar dat hij een dergelijke staat als ideaal beschreven heeft.
- De interpretatie dat Plato het niet over politiek heeft in de Staat: de politiek is slechts een metafoor van het eigenlijke onderwerp, de mens. R. Waterfield verdedigt deze opvatting (in de inleiding tot zijn Engelse vertaling van de Staat). De politieke terminologie in de Staat is volgens hem een metafoor om de 'inner state' van de mens te beschrijven. Zijn argument lijkt voornamelijk te zijn dat de politiek in de Staat naïef en incompleet is.[26] Als dit al het geval is, dan zegt dat nog niet dat Plato het dus niet als politiek bedoeld heeft. Het kan zijn dat wij het niet zo leuk vinden om in Plato's werk 'slechte' politiek aan te treffen, maar dat mag geen argument zijn om een groot deel van de inhoud van de Staat tot metafoor te verklaren. Een iets afgezwakte vorm van dit standpunt is het marginaliseren van het belang van het politieke aspect van de Staat. Dit lijkt het standpunt van W.K.C. Guthrie te zijn.[27]